# 리밍순

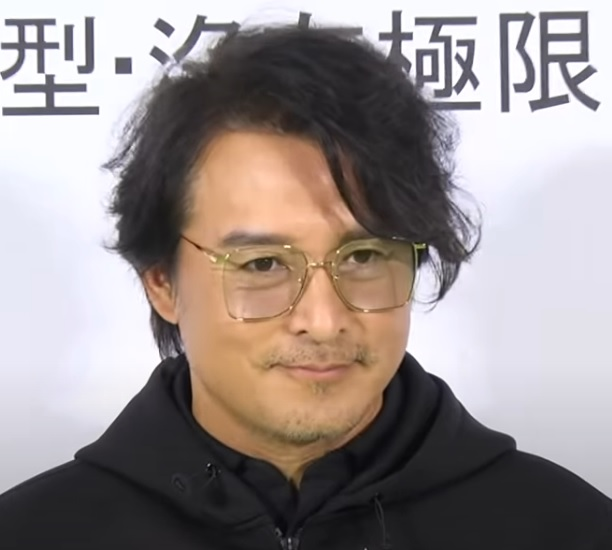

리밍순(중국어 정체자: 李銘順, 병음: Lî Míng-shùn, 한자음: 이명순, Christopher Lee, 1971년 7월 23일 ~ )은 말레이시아의 배우이다.

## 방송
- 주공적인
- 역국
- 팔척문적변호사